# Rio Frio (Porto)
O rio Frio é um ribeiro na cidade do Porto que desagua no rio Douro, em Portugal. Com o desenvolvimento urbano, o rio Frio acabou por ser totalmente encanado.
Nasce nas proximidades da atual Rua da Torrinha, passava pelo local onde hoje está o Hospital de Santo António, abastecia o Chafariz das Virtudes, corria ao longo do areal da praia de Miragaia e desaguava no rio Douro, no local onde se construiu o edifício da Alfândega Nova. O percurso atual é sensivelmente o mesmo, mas corre encanado.